# José Vidal-Beneyto
José Vidal Beneyto (Carcagente, Valencia, 26 de junio de 1927 - París, Francia, 16 de marzo de 2010) fue un filósofo, sociólogo y politólogo español. Socio fundador y columnista habitual de El País.

## Biografía
Cursó los estudios de Filosofía y Letras, Ciencias Políticas, Derecho y Sociología en la Universidad de Valencia y en la Complutense de Madrid, doctorándose en Derecho en la de Málaga, y completando sus estudios en La Sorbona y en la Universidad de Heidelberg.
Fue un activo opositor al franquismo, participando en la Junta Democrática y en el llamado Contubernio de Múnich.
Catedrático de Sociología en la Universidad Complutense de Madrid, Director del Colegio de Altos Estudios Europeos Miguel Servet de París y doctor honoris causa, desde 2006, por la Universidad de Valencia. Además, participó en multitud de programas y proyectos internacionales, en especial aquellos relacionados con la comunicación en su relación con la cultura, la integración y la globalización. Entre ellos destaca su condición de Secretario General de la Agencia Europea para la Cultura y el Consejo Mediterráneo de la Cultura, ambos dependientes de la Unesco. También trabajó en colaboración con el Consejo de Europa y como consejero asesor de los Ministerios españoles de Educación, y Asuntos Exteriores
Fue socio fundador del Diario El País, donde escribía habitualmente. Además fue miembro de la Academia Europea de las Artes, las Ciencias y las Letras.
En su obra, centrada en la sociología de la comunicación de masas y de la opinión pública, mantuvo siempre una postura crítica frente a temas tan diversos como la Transición Democrática en España, la democracia, la corrupción, los medios de comunicación de masas y la globalización, sin renunciar a exigir y proponer con entusiasmo alternativas a dichos problemas.

## Obras más destacadas
- Las Ciencias de la Comunicación en las universidades españolas (1973).
- Del franquismo a una democracia de clase, Madrid, Akal, 1977
- (ed. lit.), Posibilidades y límites del análisis estructural, Madrid, Tecnos, 1981
- Diario de una ocasión perdida, Madrid, Kairós, 1981
- Alternativas populares a la comunicación de masas (1981).
- El País o la referencia dominante (1986, junto a G. Imbert).
- (ed. lit.) España a debate, Madrid, Tecnos, 1992
- Las industrias de la lengua (1991).
- con Gonzalo Vidal Caruana, Análisis práctico de la reforma laboral, Valencia, Ciss, 1994
- con Gonzalo Vidal Caruana, Los nuevos contratos de trabajo, Valencia, Ciss,1994
- con Gonzalo Vidal Caruana, Seguridad, higiene y ambiente laboral a partir de 1996, Madrid, CDN, 1996
- (et. al.)  Pour le tourisme culturel, Baleares, Baltar, 1996
- con Gonzalo Vidal Caruana, "La reforma laboral del 97: análisis práctico", Valencia, Ciss, 1997
- con Gonzalo Vidal Caruana, Los nuevos contratos laborales y el despido objetivo, Valencia, Ciss, 1997
- La Méditerranée: modernité plurielle (2000).
- Ventana global: ciberespacio, esfera pública mundial y universo mediático (2002).
- Hacia una sociedad civil global, Madrid, Taurus, 2002
- con Jorge Alguacil González-Aurioles (coords.), El reto constitucional de Europa, Madrid, Dykinson, 2003
- Poder global y ciudadanía mundial (2004).
- Derechos humanos y diversidad cultural (2006).
- Memoria democrática (2007).
- América Latina hacia su unidad: modelos de integración y procesos integradores, Valencia, Pre-Textos, 2008
- Hacia una corte de justicia latinoamericana, Valencia, Pre-Textos/Fundación Cañada Blanch/AECI, 2009
- La corrupción de la democracia (2010), libro póstumo, Ed. La Catarata.